# Jay Spearing
Jay Francis Spearing (Wallasey, 1988. november 25.) angol labdarúgó, középpályás, jelenleg a másodosztályú Bolton Wanderers játékosa.

## Pályafutása
Gyerekkorában szülővárosa junior csapatában, a Greenleasben játszott Craig Lindfielddel együtt, ezután kerültek mindketten a Liverpoolhoz.

### Liverpool
A fiatal középpályásnak nagy szerepe volt a Vörösök ifjúsági csapatának sikereiben, mint például a 2007–08-as bajnokság megnyerése, valamint két alkalommal a fiataloknak rendezett FA-kupa elhódítása.
A felnőtt csapat keretébe még 2007-ben került be 34-es mezszámmal, de egyetlen mérkőzésen sem kapott lehetőséget.
A 2008–09-es szezon felkészülési meccsei során csereként mindig pályára lépett a Liverpool felnőtt csapatában, tétmérkőzésen pedig a Bajnokok Ligájában, a PSV Eindhoven elleni második csoportmeccsen játszott először 2008. december 9-én.
Spearing első bajnoki mérkőzését kezdőként játszotta a nagy hírt kavart Sunderland AFC elleni találkozón 2009. október 17-én.
2010. március 23-án a másodosztályú Leicester Cityhez ment kölcsönbe a szezon végéig. A bajnokság ötödik helyén végzett csapat színeiben kilenc alkalommal lépett pályára és egy gólt szerzett.
A 2010–11-es szezonban eleinte inkább a kispadon szerepelt, viszont az utolsó 9 bajnokin a csapatkapitány Steven Gerrard sérülése miatt kezdőjátékosként szerepelt.
A következő szezonban megkapta a 20-as mezszámot és az 51 tétmeccs felén pályára lépett (24-szer volt kezdőjátékos 1 csere mellett).

### Bolton Wanderers
A 2012–13-as szezonban kölcsönben szerepelt a másodosztályú Bolton Wanderers csapatánál, ahol megszavazták a szezon játékosának. 2013. augusztus 9-én a Liverpool bejelentette, hogy Spearing végleg aláírt a Boltonhoz. Szerződése 4 évre, azaz 2017-ig szól; mezszáma a 6-os lett.

## Sikerek

### Klubcsapatban
Liverpool
- Ligakupa: 2011–12

### Egyéni díjak
- Bolton Wanderers FC "A szezon játékosa": 2012–13

## Statisztika
Utoljára frissítve: 2013. június 3.
| Csapat                        | Szezon       | Bajnokság (PL, CH) | Bajnokság (PL, CH) | FA-kupa | FA-kupa | Ligakupa | Ligakupa | UEFA  | UEFA | Egyéb | Egyéb | Összesen | Összesen |
| Csapat                        | Szezon       | Meccs              | Gól                | Meccs   | Gól     | Meccs    | Gól      | Meccs | Gól  | Meccs | Gól   | Meccs    | Gól      |
| ----------------------------- | ------------ | ------------------ | ------------------ | ------- | ------- | -------- | -------- | ----- | ---- | ----- | ----- | -------- | -------- |
| Liverpool                     | 2008–09 (PL) | 0                  | 0                  | 0       | 0       | 0        | 0        | 2     | 0    | –     | –     | 2        | 0        |
| Liverpool                     | 2009–10 (PL) | 3                  | 0                  | 0       | 0       | 2        | 0        | 0     | 0    | –     | –     | 5        | 0        |
| Leicester City (kölcsönben)   | 2009–10 (CH) | 7                  | 1                  | –       | –       | –        | –        | –     | –    | 2     | 0     | 9        | 1        |
| Liverpool                     | 2010–11 (PL) | 11                 | 0                  | 0       | 0       | 1        | 0        | 8     | 0    | –     | –     | 20       | 0        |
| Liverpool                     | 2011–12 (PL) | 16                 | 0                  | 4       | 0       | 5        | 0        | –     | –    | –     | –     | 25       | 0        |
| Liverpool                     | 2012–13 (PL) | 0                  | 0                  | 0       | 0       | 0        | 0        | 3     | 0    | –     | –     | 3        | 0        |
| Liverpool összesen            | 2008–2013    | 30                 | 0                  | 4       | 0       | 8        | 0        | 13    | 0    | –     | –     | 55       | 0        |
| Bolton Wanderers (kölcsönben) | 2012–13 (CH) | 37                 | 2                  | 2       | 0       | –        | –        | –     | –    | –     | –     | 39       | 2        |
| Bolton Wanderers              | 2013–14 (CH) | 0                  | 0                  | 0       | 0       | 0        | 0        | –     | –    | –     | –     | 0        | 0        |
| Összesen                      | 2008–        | 74                 | 3                  | 6       | 0       | 8        | 0        | 13    | 0    | 2     | 0     | 103      | 3        |

## Magánélet
Spearing a wallasey-i The Mosslands School diákja volt.

## Külső hivatkozások
- Spearing adatlapja a Liverpool hivatalos oldalán
- Spearing profilja az lfchistory.net-en